# Szent Miklós-templom (Eger)
Az egri Szent Miklós-templom, Görögkeleti Szerb templom, vagy helyi nevén a Rác templom a Vitkovics Mihály utca 30. száma alatt található.

## Története
A szerbek, görögök és egyéb balkáni, ortodox hitű népcsoportok a török hódoltság idején, a 17. században kezdtek letelepedni nagyobb számban Egerben . Eleinte az Ágoston-rendiek ugyanezen a helyen álló középkori templomát használták. Tovább növekedett az egri szerbek száma a török uralom megszűnése után, amikor 1690-ben Arszenije Csarnojevics ipeki pátriárka 35 ezer szerb családot vezetett Magyarországra.
A főleg borkereskedéssel foglalkozó tehetős görögök és szerbek sokáig kérvényezték, hogy omladozó templomuk helyére újat építhessenek. Ezt végül II. József engedélyezte számukra.
A templom 1785-1799 között épült fel, Povolni János tervei alapján, copf stílusban. A templom ikonosztázát Nikola Jankovics (eredeti nevén Nikolaosz Joannu Talidorosz    - Νικόλαος Ιωάννου Ταλιδόρος /Ταλιαδόρος - Naxosz szigetéről származó görög fafaragó mester) faragta 1789-91 között, képeit Anton Kuchelmeister bécsi festő alkotta. A déli díszkaput Giovanni Adami készítette.
A templomot 1960-1979 között restaurálták Rados Jenő professzor tervei alapján.
Idővel a helyi görög és szerb lakosság beolvadt a magyarságba, illetve egy részük elvándorolt, kihalt. A templomot jelenleg a Görögkeleti Szerb Egyház (Szentendre) működteti múzeumként.
Egykori plébániaházában Vitkovics Mihály szerb költő emlékszobája és Kepes György magyar művész kiállítása tekinthető meg.

## Képgaléria

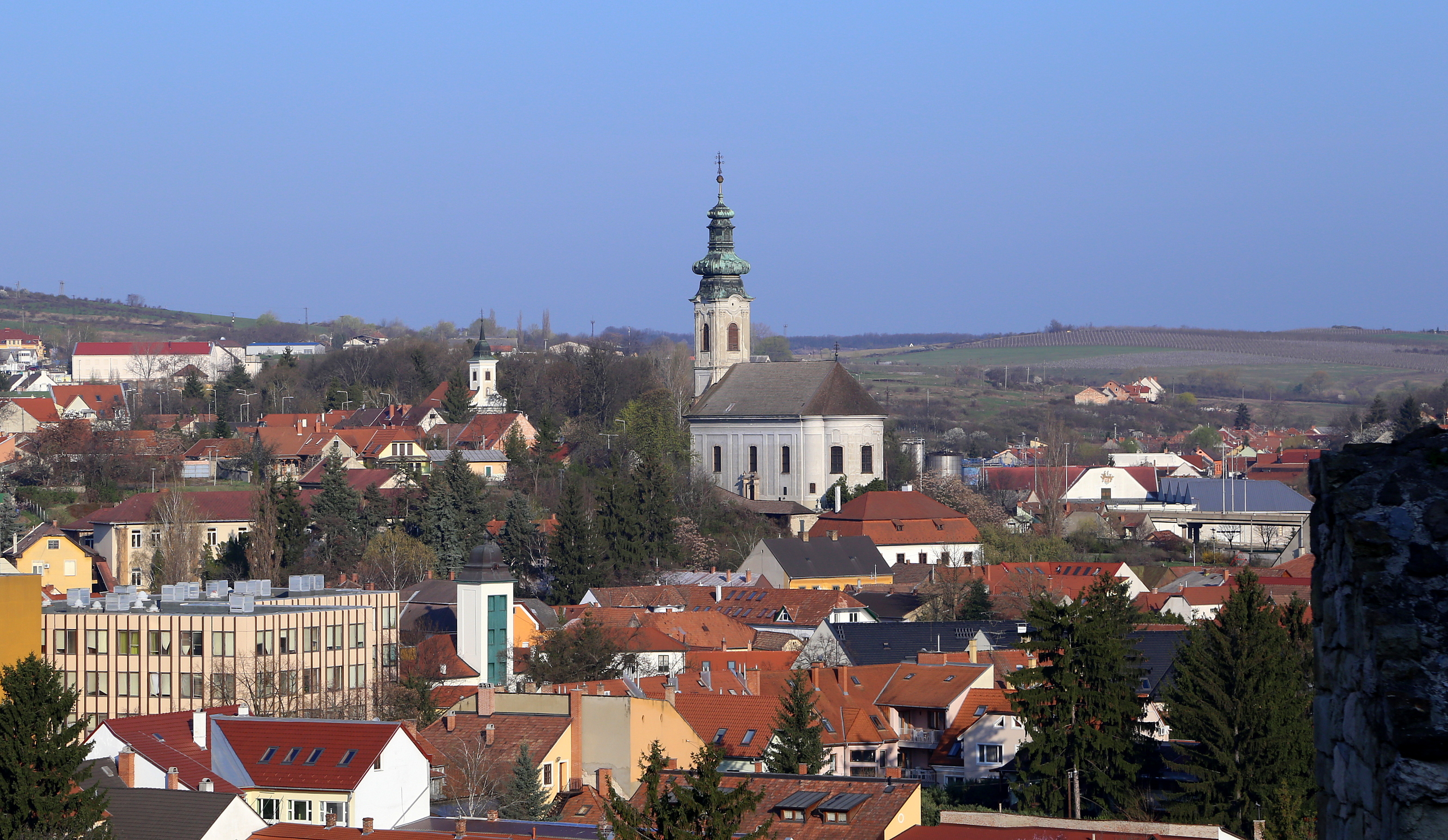
A templom a várból nézve
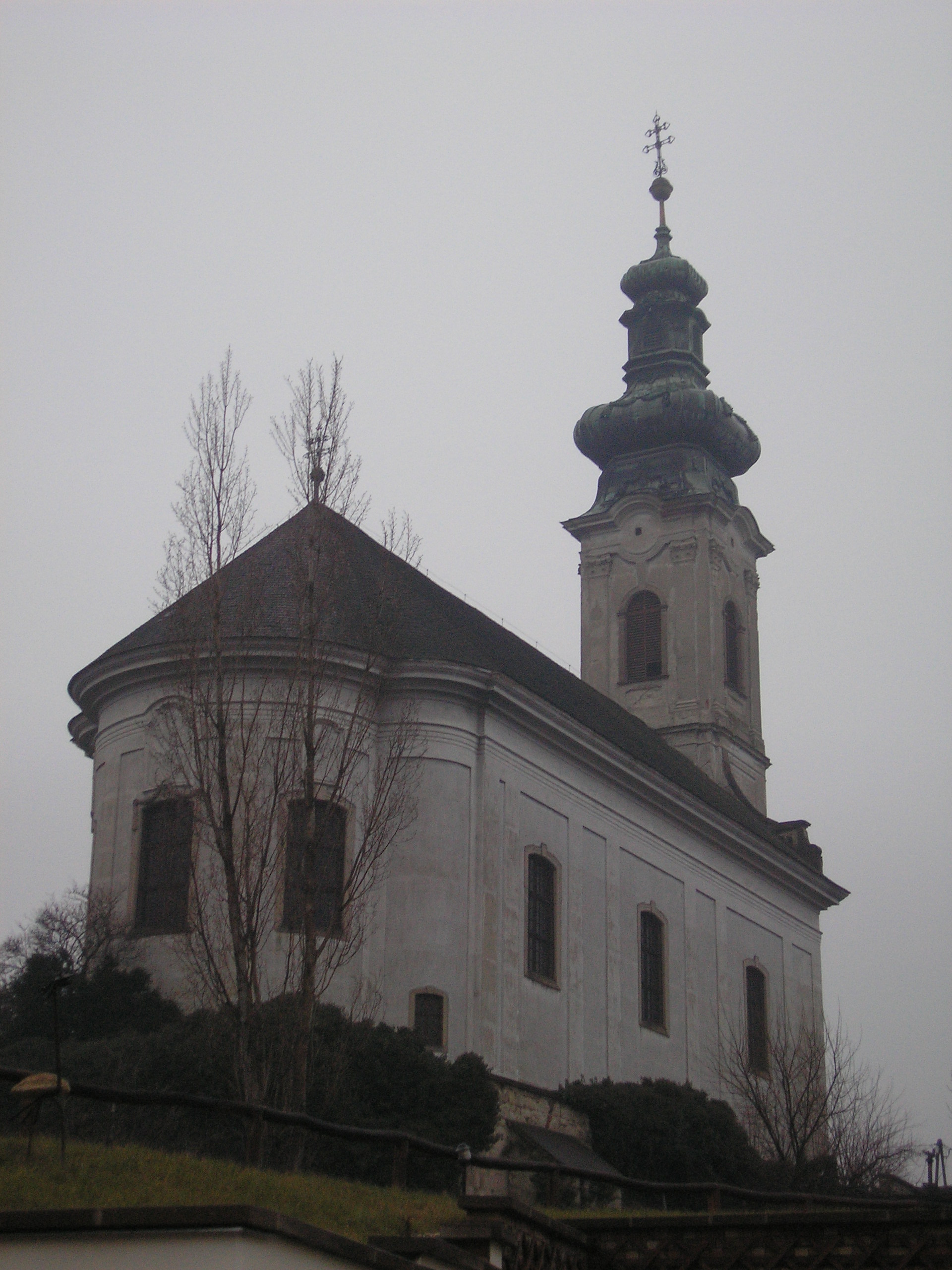
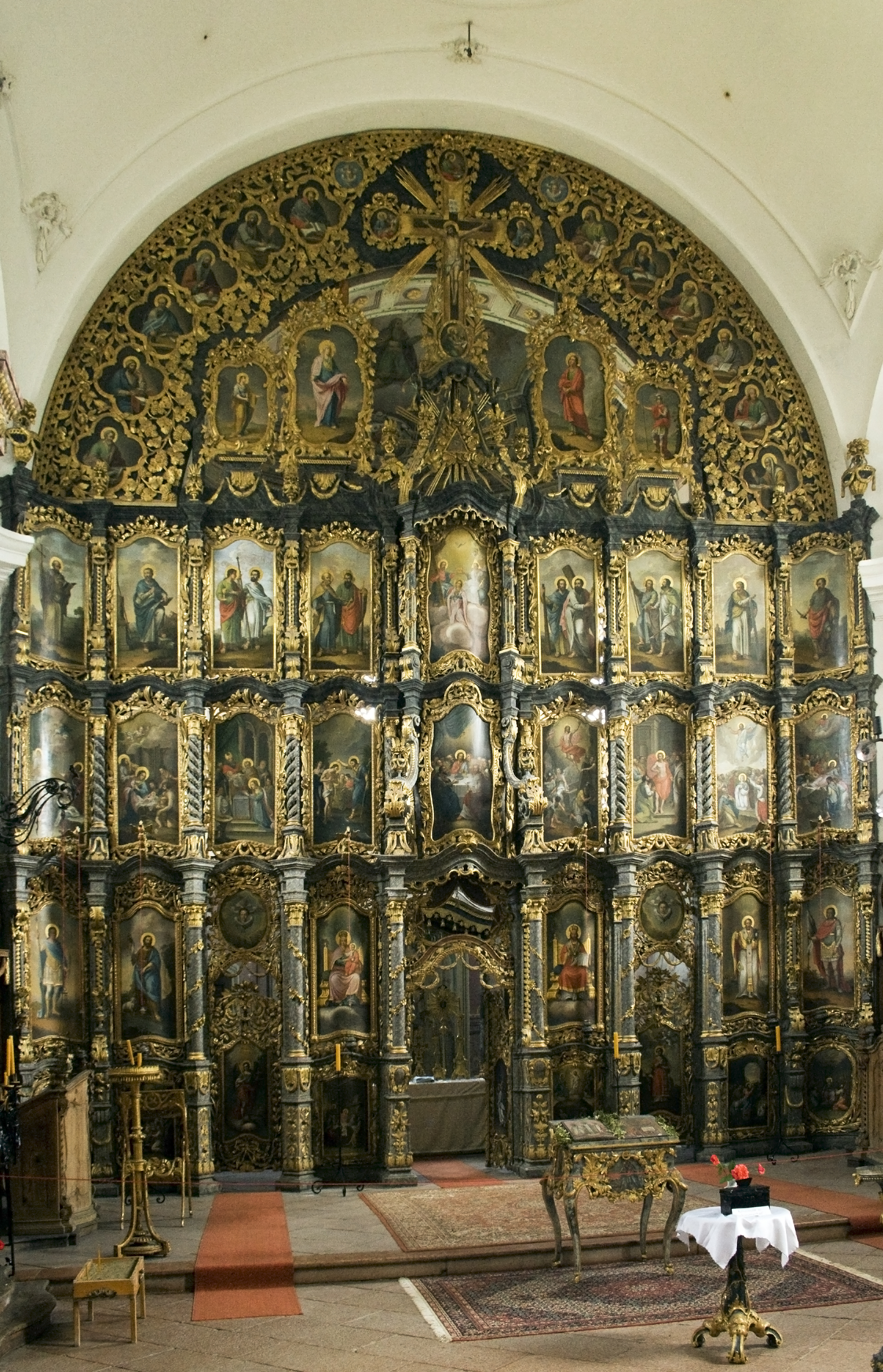
A rác templom ikonosztáza
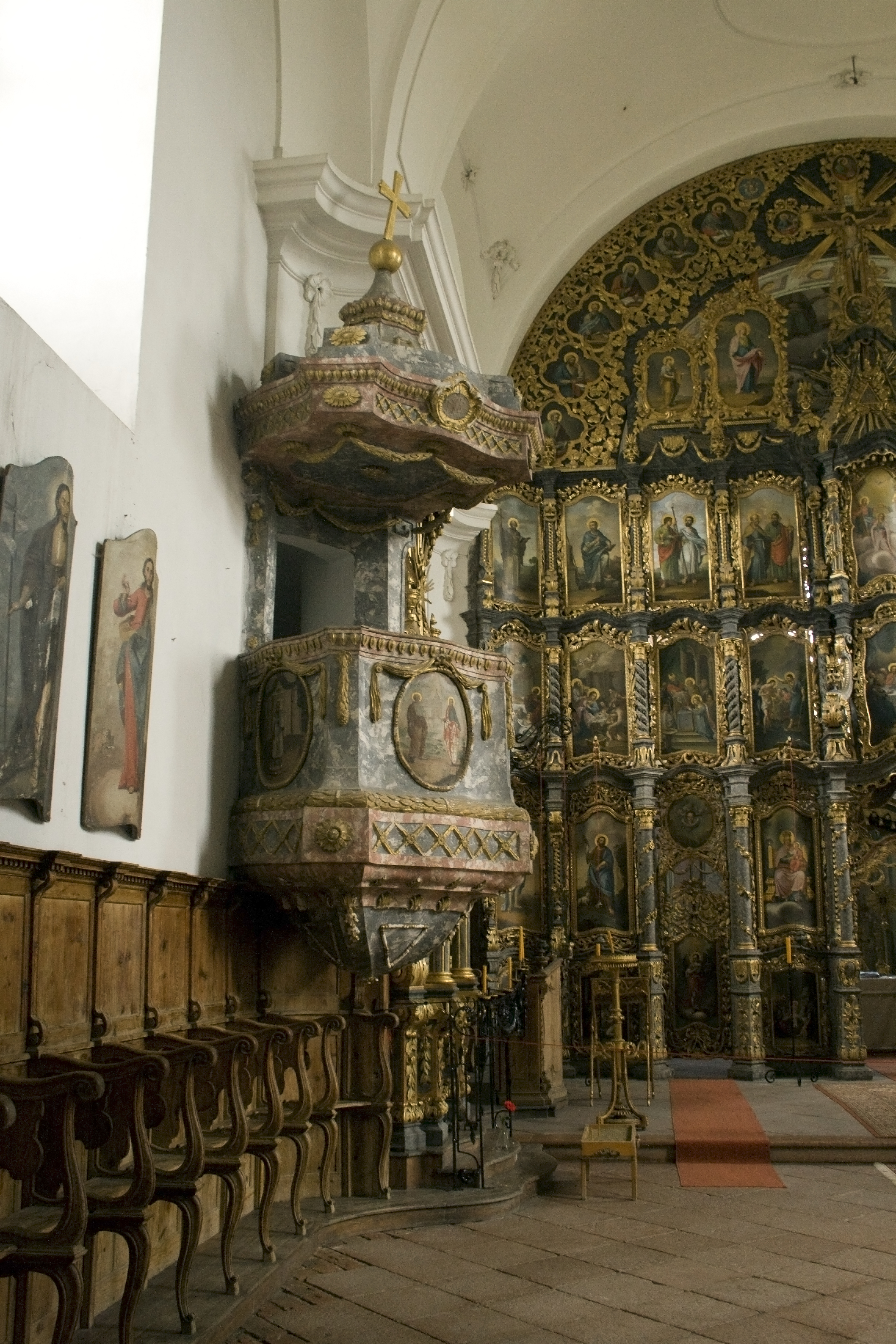
Szószék a templomban
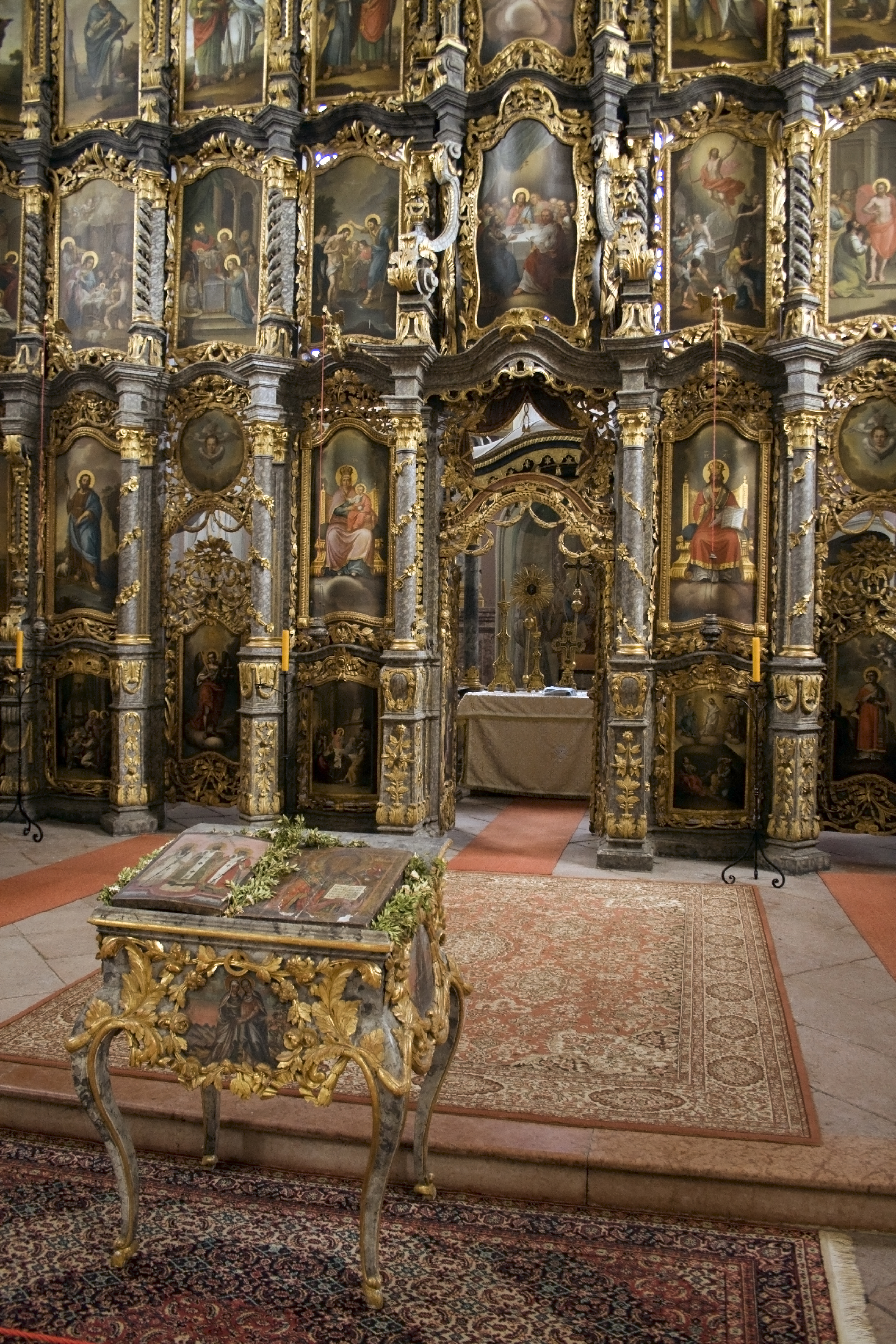
Az ikonosztáz részlete
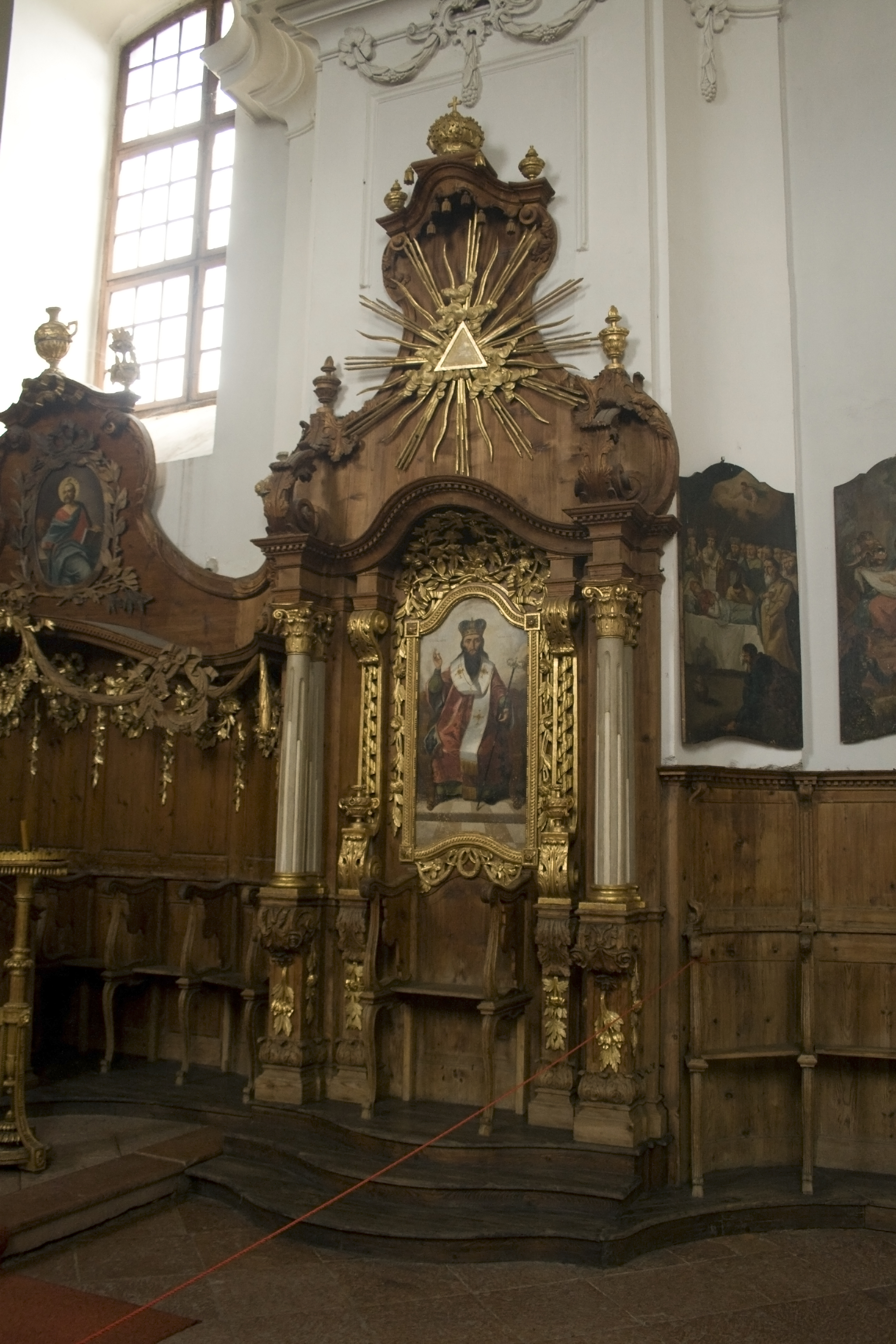